# Vega 1
Vega 1 (cùng với tàu song sinh của nó Vega 2) là một tàu vũ trụ của Liên Xô trong chương trình Vega. Tàu vũ trụ này là một sự phát triển của tàu Venera trước đó. Chúng được Trung tâm Vũ trụ Babakin thiết kế và được lắp đặt với mã 5VK Lavochkin tại Khimki. Tên VeGa (ВеГа) kết hợp hai chữ cái đầu tiên của từ tiếng Nga cho Venus (Венера: "Venera") và Halley (Галлея: "Galleya").
Tàu Vega 1 được trang bị hai tấm pin mặt trời lớn và các dụng cụ bao gồm một đĩa ăng-ten, máy ảnh, máy đo quang phổ, máy đo hồng ngoại, từ kế (MISCHA), và thăm dò plasma. Chiếc tàu nặng 4,920 kg này đã được phóng lên quỹ đạo với tên lửa Proton 8K82K từ sân bay vũ trụ Baykonur, Tyuratam, Kazakhstan. Cả Vega 1 và 2 đều là tàu vũ trụ ổn định theo cả ba trục. Tàu được trang bị một lá chắn kép để bảo vệ chống lại bụi vũ trụ của sao chổi Halley.

## Chương trình
Mô-đun hạ cánh của Vega 1 đã tới sao Kim vào ngày 11 tháng 6 năm 1985, hai ngày sau khi được đẩy ra từ tàu vũ trụ thăm dò Vega 1. Mô-đun này, với khối lượng 1500 kg, 240 cm đường kính hình cầu, chứa một thiết bị hạ cánh bề mặt và một thiết bị thám hiểm sử dụng bóng bay. Tàu vũ trụ thăm dò sử dụng hỗ trợ hấp dẫn nhờ lực hút của sao Kim, và tiếp tục nhiệm vụ của nó đi tới sao chổi Halley.

## Liên kếtn goài
- Vega 1 Measuring Mission Profile Lưu trữ ngày 4 tháng 10 năm 2006 tại Wayback Machine by NASA's Solar System Exploration
- Vega mission images from the Space Research Institute (IKI)
- Raw data from Vega 1 and Vega 2 on board instruments Lưu trữ ngày 16 tháng 7 năm 2012 tại Wayback Machine
- Soviet Exploration of Venus